# Liste des monuments historiques de l'Hérault (A-L)
Cet article recense une partie des monuments historiques de l'Hérault, en France.
Pour des raisons de taille, la liste est découpée en deux. Cette partie regroupe les communes débutant de A à L. Pour les autres, voir la liste des monuments historiques de l'Hérault (M-Z).
- Haut – A
- B
- C
- D
- E
- F
- G
- H
- I
- J
- K
- L
- M
- N
- O
- P
- Q
- R
- S
- T
- U
- V
- W
- X
- Y
- Z

## Liste
| Monument | Commune                                                               | Adresse                                            | Coordonnées                                     | Notice                                          | Protection                                      | Date                                            | Illustration |
| --- | --------------------------------------------------------------------- | -------------------------------------------------- | ----------------------------------------------- | ----------------------------------------------- | ----------------------------------------------- | ----------------------------------------------- | --- |
| Ancien phare du Mont-Saint-Loup | Agde                                                                  |                                                    | 43° 17′ 54″ nord, 3° 30′ 11″ est                | « PA34000082 »                                  | Inscrit                                         | 2011                                            | Ancien phare du Mont-Saint-Loup |
| Cathédrale Saint-Étienne d'Agde | Agde                                                                  |                                                    | 43° 18′ 50″ nord, 3° 28′ 09″ est                | « PA00103340 »                                  | Classé                                          | 1840                                            | Cathédrale Saint-Étienne d'Agde |
| Château Laurens | Agde                                                                  |                                                    | 43° 19′ 04″ nord, 3° 28′ 18″ est                | « PA00135387 »                                  | Classé                                          | 1996                                            | Château Laurens |
| Écluse ronde d'Agde | Agde                                                                  |                                                    | 43° 19′ 13″ nord, 3° 28′ 03″ est                | « PA34000002 »                                  | Inscrit                                         | 1996                                            | Écluse ronde d'Agde |
| Église Saint-André d'Agde | Agde                                                                  | Place Gambetta                                     | 43° 18′ 42″ nord, 3° 28′ 12″ est                | « PA00103341 »                                  | Classé                                          | 1984                                            | Église Saint-André d'Agde |
| Fort de Brescou | Agde                                                                  |                                                    | 43° 15′ 47″ nord, 3° 30′ 07″ est                | « PA34000001 »                                  | Inscrit                                         | 1996                                            | Fort de Brescou |
| Glacière communale d'Agde | Agde                                                                  | 5 place de la Glacière                             | 43° 18′ 50″ nord, 3° 28′ 17″ est                | « PA00135386 »                                  | Inscrit                                         | 1995                                            | Image manquante Téléverser |
| Hôtel Malaval | Agde                                                                  | 22 rue de l'Amour                                  | 43° 18′ 46″ nord, 3° 28′ 09″ est                | « PA00103343 »                                  | Inscrit                                         | 1965                                            | Hôtel Malaval |
| Hôtel de Viguier-Guerin | Agde                                                                  | 14 rue de la Placette                              | 43° 18′ 51″ nord, 3° 28′ 14″ est                | « PA00103344 »                                  | Inscrit                                         | 1965                                            | Hôtel de Viguier-Guerin |
| Hôtel de ville d'Agde | Agde                                                                  |                                                    | 43° 18′ 48″ nord, 3° 28′ 06″ est                | « PA00103345 »                                  | Inscrit                                         | 1935                                            | Hôtel de ville d'Agde |
| Immeuble | Agde                                                                  | 1 rue du Plan-Boudou                               | 43° 18′ 47″ nord, 3° 28′ 09″ est                | « PA00103346 »                                  | Inscrit                                         | 1965                                            | Image manquante Téléverser |
| Maison | Agde                                                                  | 5 rue Michelet                                     | 43° 18′ 48″ nord, 3° 28′ 11″ est                | « PA00103347 »                                  | Inscrit                                         | 1965                                            | Image manquante Téléverser |
| Maison Renaissance | Agde                                                                  |                                                    | 43° 18′ 51″ nord, 3° 28′ 14″ est                | « PA00103348 »                                  | Inscrit                                         | 1937                                            | Maison Renaissance |
| Palais épiscopal d'Agde | Agde                                                                  | Quai du Chapitre Place Jean-Jaurès                 | 43° 18′ 51″ nord, 3° 28′ 09″ est                | « PA00103342 »                                  | Classé                                          | 1984 1992                                       | Palais épiscopal d'Agde |
| Pont Saint-Joseph | Agde                                                                  |                                                    | 43° 19′ 01″ nord, 3° 26′ 50″ est                | « PA34000009 »                                  | Inscrit                                         | 1997                                            | Pont Saint-Joseph |
| Remparts d'Agde | Agde                                                                  | Rue du Quatre-Septembre                            | 43° 18′ 53″ nord, 3° 28′ 17″ est                | « PA00103349 »                                  | Classé                                          | 1984                                            | Remparts d'Agde |
| Tour des Anglais | Agde                                                                  |                                                    | 43° 17′ 51″ nord, 3° 30′ 12″ est                | « PA00103350 »                                  | Inscrit                                         | 1939                                            | Tour des Anglais |
| Château d'Agel | Agel                                                                  |                                                    | 43° 20′ 19″ nord, 2° 51′ 14″ est                | « PA00103351 »                                  | Inscrit                                         | 1979                                            | Image manquante Téléverser |
| Ensemble castral dit « castellas » Saint-Michel de Mourcairol dont la chapelle de Morcairol                                                                               | Les Aires                                                             | Saint-Michel                                       | 43° 34′ 45″ nord, 3° 05′ 36″ est                | « PA00103352 »                                  | Inscrit Inscrit                                 | 1963 2014                                       | Ensemble castral dit « castellas » Saint-Michel de Mourcairol dont la chapelle de Morcairol                                                                            |
| Église Saint-Martin d'Alignan-du-Vent | Alignan-du-Vent                                                       | Plan de la Croix                                   | 43° 28′ 15″ nord, 3° 20′ 36″ est                | « PA34000018 »                                  | Inscrit                                         | 1998                                            | Église Saint-Martin d'Alignan-du-Vent |
| Tour médiévale | Alignan-du-Vent                                                       | Rue du Château                                     | 43° 28′ 10″ nord, 3° 20′ 30″ est                | « PA34000099 »                                  | Inscrit                                         | 2014                                            | Tour médiévale |
| Abbatiale Saint-Sauveur d'Aniane | Aniane                                                                |                                                    | 43° 41′ 04″ nord, 3° 35′ 10″ est                | « PA00103354 »                                  | Classé                                          | 2002                                            | Abbatiale Saint-Sauveur d'Aniane |
| Abbaye d'Aniane | Aniane                                                                | Le Village                                         | 43° 41′ 01″ nord, 3° 35′ 22″ est                | « PA34000025 »                                  | Classé Inscrit                                  | 2004                                            | Abbaye d'Aniane |
| Chapelle des Pénitents d'Aniane | Aniane                                                                |                                                    | 43° 41′ 04″ nord, 3° 35′ 09″ est                | « PA00103353 »                                  | Inscrit                                         | 1950 2010                                       | Chapelle des Pénitents d'Aniane |
| Hôtel de ville d'Aniane | Aniane                                                                |                                                    | 43° 41′ 04″ nord, 3° 35′ 12″ est                | « PA00103355 »                                  | Inscrit                                         | 1951                                            | Hôtel de ville d'Aniane |
| Pont du Diable | Aniane                                                                |                                                    | 43° 42′ 27″ nord, 3° 33′ 27″ est                | « PA00103356 »                                  | Classé                                          | 1996                                            | Pont du Diable |
| Château d'Arboras | Arboras                                                               |                                                    | 43° 42′ 42″ nord, 3° 29′ 08″ est                | « PA00103764 »                                  | Inscrit                                         | 1990                                            | Image manquante Téléverser |
| Chapelle du Roc de Pampelune | Argelliers                                                            | Roc de Pampelune                                   | 43° 41′ 50″ nord, 3° 43′ 15″ est                | « PA00103357 »                                  | Classé                                          | 1978                                            | Chapelle du Roc de Pampelune |
| Église Saint-Étienne d'Argelliers | Argelliers                                                            |                                                    | 43° 41′ 50″ nord, 3° 40′ 26″ est                | « PA00103358 »                                  | Classé                                          | 1984                                            | Image manquante Téléverser |
| Église Saint-Julien d'Aspiran | Aspiran                                                               |                                                    | 43° 33′ 57″ nord, 3° 27′ 00″ est                | « PA00103359 »                                  | Inscrit                                         | 1963                                            | Église Saint-Julien d'Aspiran |
| Château d'Assas | Assas                                                                 |                                                    | 43° 42′ 06″ nord, 3° 53′ 51″ est                | « PA00103360 »                                  | Classé Inscrit                                  | 1937 1989                                       | Château d'Assas |
| Église Saint-Martial d'Assas | Assas                                                                 |                                                    | 43° 42′ 05″ nord, 3° 53′ 53″ est                | « PA00103361 »                                  | Classé                                          | 1987                                            | Église Saint-Martial d'Assas |
| Chapelle Saint-Martin-du-Cardonnet | Aumelas                                                               |                                                    | 43° 34′ 38″ nord, 3° 38′ 35″ est                | « PA00103362 »                                  | Classé                                          | 1989                                            | Chapelle Saint-Martin-du-Cardonnet |
| Château d'Aumelas | Aumelas                                                               |                                                    | 43° 36′ 14″ nord, 3° 35′ 57″ est                | « PA00103363 »                                  | Inscrit Classé                                  | 1986 1989                                       | Château d'Aumelas |
| Oppidum du Proch-Balat | Aumes                                                                 |                                                    | 43° 28′ 25″ nord, 3° 27′ 41″ est                | « PA00103364 »                                  | Inscrit                                         | 1951                                            | Image manquante Téléverser |
| Église Saint-Antoine de la Cadoule | Baillargues                                                           |                                                    | 43° 39′ 15″ nord, 3° 59′ 14″ est                | « PA00103365 »                                  | Inscrit                                         | 1926                                            | Image manquante Téléverser |
| Église Saint-Julien-et-Sainte-Basilisse de Baillargues | Baillargues                                                           |                                                    | 43° 39′ 39″ nord, 4° 00′ 49″ est                | « PA00103366 »                                  | Inscrit                                         | 1963                                            | Église Saint-Julien-et-Sainte-Basilisse de Baillargues |
| Aqueduc de Balaruc | Balaruc-les-Bains (également sur Balaruc-le-Vieux)                    |                                                    | 43° 27′ 05″ nord, 3° 41′ 07″ est                | « PA34000069 »                                  | Inscrit                                         | 2008                                            | Aqueduc de Balaruc |
| Basilique gallo-romaine de Balaruc-les-Bains | Balaruc-les-Bains                                                     |                                                    | 43° 26′ 26″ nord, 3° 40′ 42″ est                | « PA00103367 »                                  | Inscrit                                         | 1987                                            | Basilique gallo-romaine de Balaruc-les-Bains |
| Église Notre-Dame-d'Aix de Balaruc-les-Bains | Balaruc-les-Bains                                                     |                                                    | 43° 26′ 27″ nord, 3° 40′ 54″ est                | « PA00103765 »                                  | Inscrit                                         | 1989                                            | Église Notre-Dame-d'Aix de Balaruc-les-Bains |
| Aqueduc de Balaruc | Balaruc-le-Vieux (également sur Balaruc-les-Bains)                    |                                                    | 43° 27′ 24″ nord, 3° 41′ 18″ est                | « PA34000070 »                                  | Inscrit                                         | 2008                                            | Aqueduc de Balaruc |
| Château de Beaufort | Beaufort                                                              |                                                    | 43° 17′ 57″ nord, 2° 45′ 32″ est                | « PA00103368 »                                  | Inscrit                                         | 1984                                            | Château de Beaufort |
| Chapelle Notre-Dame-de-la-Pitié de Beaulieu | Beaulieu                                                              |                                                    | 43° 43′ 47″ nord, 4° 01′ 44″ est                | « PA00103369 »                                  | Classé                                          | 1979                                            | Chapelle Notre-Dame-de-la-Pitié de Beaulieu |
| Chapelle Saint-Raphaël de la Bastide | Bédarieux                                                             |                                                    | 43° 35′ 29″ nord, 3° 08′ 11″ est                | « PA00103370 »                                  | Classé                                          | 1989                                            | Chapelle Saint-Raphaël de la Bastide |
| Ancien hospice ou hôpital Saint-Louis | Bédarieux                                                             | avenue de l'Abbé-Tarroux                           | 43° 37′ 04″ nord, 3° 09′ 17″ est                | « PA34000102 »                                  | Inscrit                                         | 2015                                            | Image manquante Téléverser |
| Maison Donnadille | Bédarieux                                                             | 12 avenue Jean-Jaurès                              | 43° 36′ 56″ nord, 3° 09′ 18″ est                | « PA34000113 »                                  | Inscrit                                         | 2016                                            | Image manquante Téléverser |
| Église Saint-Pierre-aux-Liens de Bessan | Bessan                                                                |                                                    | 43° 21′ 36″ nord, 3° 25′ 38″ est                | « PA00103371 »                                  | Inscrit                                         | 2017                                            | Église Saint-Pierre-aux-Liens de Bessan |
| Hôtel Berard de Montalet | Bessan                                                                | Rue de l'Opéra                                     | 43° 21′ 40″ nord, 3° 25′ 37″ est                | « PA34000049 »                                  | Inscrit                                         | 2005                                            | Hôtel Berard de Montalet |
| Moulin de Bessan | Bessan                                                                |                                                    | 43° 21′ 45″ nord, 3° 26′ 43″ est                | « PA00103372 »                                  | Inscrit                                         | 1954                                            | Moulin de Bessan |
| | Béziers                                                               | Voir liste des monuments historiques de Béziers    | Voir liste des monuments historiques de Béziers | Voir liste des monuments historiques de Béziers | Voir liste des monuments historiques de Béziers | Voir liste des monuments historiques de Béziers | Voir liste des monuments historiques de Béziers |
| Enceinte de Boisseron | Boisseron                                                             |                                                    | 43° 45′ 39″ nord, 4° 04′ 57″ est                | « PA00135389 »                                  | Inscrit                                         | 1995 2006                                       | Enceinte de Boisseron |
| Pont romain de Boisseron | Boisseron                                                             | RN 101                                             | 43° 45′ 42″ nord, 4° 04′ 52″ est                | « PA34000054 »                                  | Inscrit                                         | 2008                                            | Pont romain de Boisseron |
| Château de Cazilhac | Le Bousquet-d'Orb                                                     |                                                    | 43° 41′ 37″ nord, 3° 10′ 02″ est                | « PA00103396 »                                  | Inscrit                                         | 1987                                            | Château de Cazilhac |
| Chapelle Saint-Étienne d'Issensac | Brissac                                                               |                                                    | 43° 50′ 36″ nord, 3° 42′ 03″ est                | « PA00103397 »                                  | Classé                                          | 1945                                            | Chapelle Saint-Étienne d'Issensac |
| Église Saint-Nazaire et Saint-Celse de Brissac | Brissac                                                               |                                                    | 43° 52′ 40″ nord, 3° 42′ 08″ est                | « PA00103398 »                                  | Classé                                          | 1907                                            | Église Saint-Nazaire et Saint-Celse de Brissac |
| Pont de Saint-Étienne d'Issensac | Brissac                                                               |                                                    | 43° 50′ 39″ nord, 3° 42′ 04″ est                | « PA00103399 »                                  | Classé                                          | 1948                                            | Pont de Saint-Étienne d'Issensac |
| Château de Buzignargues | Buzignargues                                                          | 101 rue de la Bénovie                              | 43° 46′ 18″ nord, 4° 00′ 19″ est                | « PA34000081 »                                  | Inscrit                                         | 2010                                            | Image manquante Téléverser |
| Église Saint-Nazaire-et-Saint-Celse de Buzignargues | Buzignargues                                                          |                                                    | 43° 46′ 15″ nord, 4° 00′ 18″ est                | « PA00103400 »                                  | Inscrit                                         | 1981                                            | Église Saint-Nazaire-et-Saint-Celse de Buzignargues |
| Église Saint-Martin de Cabrières | Cabrières                                                             | Les Crozes                                         | 43° 34′ 38″ nord, 3° 19′ 21″ est                | « PA00103401 »                                  | Classé                                          | 1980                                            | Église Saint-Martin de Cabrières |
| Monument aux morts de Camplong | Camplong                                                              | cimetière                                          | 43° 40′ 31″ nord, 3° 07′ 07″ est                | « PA34000121 »                                  | Inscrit                                         | 18 octobre 2018                                 | Monument aux morts de Camplong |
| Église Saints-Côme-et-Damien de Candillargues | Candillargues                                                         |                                                    | 43° 37′ 11″ nord, 4° 04′ 10″ est                | « PA00103402 »                                  | Inscrit                                         | 1982                                            | Église Saints-Côme-et-Damien de Candillargues |
| Château des archevêques de Narbonne | Capestang                                                             |                                                    | 43° 19′ 47″ nord, 3° 02′ 43″ est                | « PA00103403 »                                  | Classé                                          | 1995                                            | Château des archevêques de Narbonne |
| Collégiale Saint-Étienne de Capestang | Capestang                                                             |                                                    | 43° 19′ 41″ nord, 3° 02′ 38″ est                | « PA00103404 »                                  | Classé                                          | 1906                                            | Collégiale Saint-Étienne de Capestang |
| Épanchoir du Fer de Mulet | Capestang                                                             |                                                    | 43° 19′ 46″ nord, 3° 00′ 55″ est                | « PA34000010 »                                  | Inscrit                                         | 1997                                            | Image manquante Téléverser |
| Maison Baisse | Capestang                                                             |                                                    | 43° 19′ 41″ nord, 3° 02′ 42″ est                | « PA00103405 »                                  | Inscrit                                         | 1957                                            | Image manquante Téléverser |
| Maison Balat | Capestang                                                             |                                                    | 43° 19′ 40″ nord, 3° 02′ 41″ est                | « PA00103406 »                                  | Inscrit                                         | 1957                                            | Image manquante Téléverser |
| Château de Castelnau-de-Guers | Castelnau-de-Guers                                                    |                                                    | 43° 26′ 07″ nord, 3° 26′ 17″ est                | « PA34000039 »                                  | Inscrit                                         | 2012                                            | Château de Castelnau-de-Guers |
| Voie Domitienne | Castelnau-de-Guers (également sur Mèze, Montagnac, Pinet et Pomérols) |                                                    | à géolocaliser                                  | « PA00135390 »                                  | Inscrit                                         | 1995                                            | Image manquante Téléverser |
| Château de Verchant | Castelnau-le-Lez                                                      | 1 rue de Verchant                                  | 43° 38′ 13″ nord, 3° 54′ 07″ est                | « PA34000042 »                                  | Inscrit                                         | 2003                                            | Image manquante Téléverser |
| Église Saint-Jean-Baptiste de Castelnau-le-Lez | Castelnau-le-Lez                                                      |                                                    | 43° 37′ 59″ nord, 3° 53′ 42″ est                | « PA00103407 »                                  | Classé                                          | 1911                                            | Église Saint-Jean-Baptiste de Castelnau-le-Lez |
| Glacière de Castelnau-le-Lez | Castelnau-le-Lez                                                      | 19 avenue Roger-Salengro                           | 43° 37′ 52″ nord, 3° 53′ 50″ est                | « PA34000080 »                                  | Inscrit                                         | 2010                                            | Glacière de Castelnau-le-Lez |
| Voie Domitienne | Castelnau-le-Lez                                                      |                                                    | 43° 38′ 50″ nord, 3° 55′ 29″ est                | « PA00103408 »                                  | Inscrit                                         | 1987                                            | Image manquante Téléverser |
| Aqueduc de Castries | Castries                                                              |                                                    | 43° 40′ 45″ nord, 3° 59′ 09″ est                | « PA00103409 »                                  | Classé                                          | 1949                                            | Aqueduc de Castries |
| Château de Castries | Castries                                                              |                                                    | 43° 40′ 47″ nord, 3° 58′ 56″ est                | « PA00103410 »                                  | Classé                                          | 2004                                            | Château de Castries |
| Église de l'Invention-de-Saint-Étienne de Castries | Castries                                                              |                                                    | 43° 40′ 39″ nord, 3° 59′ 10″ est                | « PA00103411 »                                  | Classé                                          | 1960                                            | Église de l'Invention-de-Saint-Étienne de Castries |
| Pont sur la Cadoule | Castries                                                              |                                                    | 43° 40′ 17″ nord, 3° 58′ 53″ est                | « PA00103412 »                                  | Inscrit                                         | 1946                                            | Image manquante Téléverser |
| Site archéologique du Grand Devès | Castries (également sur Guzargues)                                    |                                                    | 43° 42′ 43″ nord, 3° 56′ 26″ est                | « PA34000090 »                                  | Inscrit                                         | 1991                                            | Image manquante Téléverser |
| Église Notre-Dame de La Caunette | La Caunette                                                           |                                                    | 43° 21′ 13″ nord, 2° 46′ 33″ est                | « PA00103413 »                                  | Inscrit                                         | 1972                                            | Église Notre-Dame de La Caunette |
| Piles de Causses-et-Veyran | Causses-et-Veyran                                                     | Les Pilliers                                       | 43° 27′ 57″ nord, 3° 05′ 54″ est                | « PA00103414 »                                  | Inscrit                                         | 1963                                            | Image manquante Téléverser |
| Église Saint-Gervais de Caux | Caux                                                                  |                                                    | 43° 30′ 25″ nord, 3° 22′ 07″ est                | « PA00103415 »                                  | Classé                                          | 1913                                            | Église Saint-Gervais de Caux |
| Maison | Caux                                                                  | 9 rue de l'Église                                  | 43° 30′ 25″ nord, 3° 22′ 06″ est                | « PA00103416 »                                  | Inscrit                                         | 1944                                            | Image manquante Téléverser |
| Maison | Caux                                                                  | Grande-Rue                                         | à géolocaliser                                  | « PA00103417 »                                  | Inscrit                                         | 1943                                            | Maison |
| Abbaye Sainte-Marie de Fontcaude | Cazedarnes                                                            |                                                    | 43° 25′ 04″ nord, 3° 03′ 18″ est                | « PA00103418 »                                  | Classé Inscrit                                  | 1975 2014                                       | Abbaye Sainte-Marie de Fontcaude |
| Église Saint-Amand de Cazedarnes | Cazedarnes                                                            | Montée de l'Église                                 | 43° 25′ 38″ nord, 3° 01′ 53″ est                | « PA34000086 »                                  | Inscrit                                         | 2012                                            | Église Saint-Amand de Cazedarnes |
| Norias de Cazilhac | Cazilhac                                                              | Chemin des Meuses                                  | 43° 55′ 27″ nord, 3° 42′ 28″ est                | « PA00103419 »                                  | Classé                                          | 1980                                            | Image manquante Téléverser |
| Château de Savignac-le-Haut | Cazouls-lès-Béziers                                                   |                                                    | 43° 23′ 36″ nord, 3° 06′ 08″ est                | « PA00103421 »                                  | Inscrit                                         | 1983                                            | Image manquante Téléverser |
| Église Saint-Saturnin de Cazouls-lès-Béziers | Cazouls-lès-Béziers                                                   |                                                    | 43° 23′ 32″ nord, 3° 06′ 05″ est                | « PA00103422 »                                  | Inscrit                                         | 1972                                            | Église Saint-Saturnin de Cazouls-lès-Béziers |
| Église Saint-Vincent de Savignac | Cazouls-lès-Béziers                                                   |                                                    | 43° 24′ 57″ nord, 3° 07′ 26″ est                | « PA00103423 »                                  | Classé                                          | 1971                                            | Image manquante Téléverser |
| Château de Cazouls-d'Hérault | Cazouls-d'Hérault                                                     |                                                    | 43° 30′ 26″ nord, 3° 27′ 29″ est                | « PA00103420 »                                  | Inscrit                                         | 2011                                            | Image manquante Téléverser |
| Croix de cimetière de Cébazan | Cébazan                                                               | Cimetière désaffecté                               | 43° 24′ 13″ nord, 2° 58′ 41″ est                | « PA00103424 »                                  | Classé                                          | 1912                                            | Image manquante Téléverser |
| Église de Rocozels | Ceilhes-et-Rocozels                                                   | Rocozels                                           | 43° 48′ 54″ nord, 3° 05′ 12″ est                | « PA00103426 »                                  | Inscrit                                         | 1986                                            | Église de Rocozels |
| Église Saint-Jean-Baptiste de Ceilhes | Ceilhes-et-Rocozels                                                   |                                                    | 43° 48′ 11″ nord, 3° 06′ 41″ est                | « PA00103425 »                                  | Inscrit                                         | 1986                                            | Église Saint-Jean-Baptiste de Ceilhes |
| Église Saint-Pierre-de-la-Salle de Cessenon-sur-Orb | Cessenon-sur-Orb                                                      |                                                    | 43° 26′ 57″ nord, 3° 02′ 56″ est                | « PA00103427 »                                  | Inscrit                                         | 1987                                            | Image manquante Téléverser |
| Chapelle Saint-Germain de Cesseras | Cesseras                                                              |                                                    | 43° 19′ 29″ nord, 2° 41′ 39″ est                | « PA00103428 »                                  | Classé                                          | 1947                                            | Chapelle Saint-Germain de Cesseras |
| Chapelle de Saint-Salvy | Cesseras                                                              |                                                    | 43° 19′ 21″ nord, 2° 43′ 18″ est                | « PA00103429 »                                  | Classé                                          | 1971                                            | Image manquante Téléverser |
| Dolmen de la Cigalière | Cesseras                                                              | Les Séditions Métairie de Balzabé                  | 43° 20′ 08″ nord, 2° 43′ 20″ est                | « PA00103430 »                                  | Classé                                          | 1981                                            | Dolmen de la Cigalière |
| Église Saint-Geniès-de-Rome de Cesseras | Cesseras                                                              |                                                    | 43° 19′ 32″ nord, 2° 42′ 48″ est                | « PA00103431 »                                  | Classé                                          | 1933                                            | Image manquante Téléverser |
| Grotte d'Aldène | Cesseras                                                              |                                                    | 43° 21′ 14″ nord, 2° 41′ 54″ est                | « PA00103432 »                                  | Classé                                          | 1955                                            | Grotte d'Aldène |
| Chapelle Notre-Dame d'Hortus | Ceyras                                                                |                                                    | 43° 38′ 35″ nord, 3° 28′ 08″ est                | « PA00103433 »                                  | Inscrit                                         | 1939                                            | Chapelle Notre-Dame d'Hortus |
| Ermitage Saint-Pierre de Leneyrac | Ceyras                                                                |                                                    | 43° 39′ 19″ nord, 3° 26′ 36″ est                | « PA34000019 »                                  | Inscrit                                         | 1999                                            | Image manquante Téléverser |
| Tour de Leneyrac | Ceyras                                                                |                                                    | 43° 39′ 19″ nord, 3° 26′ 37″ est                | « PA34000019 »                                  | Inscrit                                         | 1999                                            | Image manquante Téléverser |
| Ancien cinéma expérimental Panrama | Clapiers                                                              |                                                    | 43° 39′ 00″ nord, 3° 53′ 46″ est                | « PA34000105 »                                  | Inscrit                                         | 2015                                            | Ancien cinéma expérimental Panrama |
| Église Saint-Antoine de Clapiers | Clapiers                                                              |                                                    | 43° 39′ 26″ nord, 3° 53′ 20″ est                | « PA00103434 »                                  | Inscrit                                         | 1980                                            | Église Saint-Antoine de Clapiers |
| Église Saint-Félix-de-Gérone de Claret | Claret                                                                |                                                    | 43° 51′ 45″ nord, 3° 54′ 20″ est                | « PA00103435 »                                  | Classé Inscrit                                  | 1933                                            | Église Saint-Félix-de-Gérone de Claret |
| Chapelle du couvent des Récollets de Clermont-l'Hérault | Clermont-l'Hérault                                                    |                                                    | 43° 37′ 44″ nord, 3° 26′ 14″ est                | « PA34000064 »                                  | Inscrit                                         | 2007                                            | Chapelle du couvent des Récollets de Clermont-l'Hérault |
| Chapelle Notre-Dame du Peyrou | Clermont-l'Hérault                                                    |                                                    | 43° 37′ 10″ nord, 3° 24′ 39″ est                | « PA00103436 »                                  | Classé                                          | 1990                                            | Chapelle Notre-Dame du Peyrou |
| Église Saint-Dominique de Clermont-l'Hérault | Clermont-l'Hérault                                                    |                                                    | 43° 37′ 34″ nord, 3° 25′ 53″ est                | « PA00103437 »                                  | Inscrit                                         | 1939                                            | Église Saint-Dominique de Clermont-l'Hérault |
| Château des Guilhem | Clermont-l'Hérault                                                    |                                                    | 43° 37′ 47″ nord, 3° 25′ 40″ est                | « PA00103438 »                                  | Inscrit                                         | 1927                                            | Château des Guilhem |
| Collégiale Saint-Paul de Clermont-l'Hérault | Clermont-l'Hérault                                                    |                                                    | 43° 37′ 37″ nord, 3° 25′ 51″ est                | « PA00103440 »                                  | Classé                                          | 1840                                            | Collégiale Saint-Paul de Clermont-l'Hérault |
| Couvent Notre-Dame de Gorjan | Clermont-l'Hérault                                                    | Rue du Portail Naou                                | 43° 37′ 45″ nord, 3° 25′ 47″ est                | « PA00103439 »                                  | Inscrit                                         | 1981                                            | Couvent Notre-Dame de Gorjan |
| Grange Verny | Clermont-l'Hérault                                                    | La Grange Basse                                    | 43° 36′ 03″ nord, 3° 27′ 53″ est                | « PA34000065 »                                  | Inscrit                                         | 2007                                            | Image manquante Téléverser |
| Maison | Clermont-l'Hérault                                                    | Place Commandant-Paul-Demarne                      | 43° 37′ 38″ nord, 3° 25′ 48″ est                | « PA00103442 »                                  | Inscrit                                         | 1984                                            | Maison |
| Maison Brives | Clermont-l'Hérault                                                    | Rue d'Arboras                                      | 43° 37′ 43″ nord, 3° 25′ 49″ est                | « PA00103441 »                                  | Inscrit                                         | 1964                                            | Image manquante Téléverser |
| Monument aux morts de Clermont-l'Hérault | Clermont-l'Hérault                                                    | Place Jean-Jaurès                                  | 43° 37′ 35″ nord, 3° 26′ 09″ est                | « PA34000032 »                                  | Classé                                          | 2005                                            | Image manquante Téléverser |
| Donjon de Colombières-sur-Orb | Colombières-sur-Orb                                                   | Le Battut                                          | 43° 34′ 49″ nord, 2° 59′ 56″ est                | « PA00103443 »                                  | Inscrit                                         | 1939                                            | Donjon de Colombières-sur-Orb |
| Autel de Malpas | Colombiers                                                            | Chemin de Nissan à Ensérune                        | à géolocaliser                                  | « PA00103444 »                                  | Classé                                          | 1924                                            | Image manquante Téléverser |
| Tunnel-aqueduc de drainage de l'étang de Colombiers et Montady | Colombiers                                                            |                                                    | 43° 18′ 26″ nord, 3° 07′ 36″ est                | « PA34000063 »                                  | Classé                                          | 2009                                            | Tunnel-aqueduc de drainage de l'étang de Colombiers et Montady |
| Aqueduc de Béziers | Corneilhan                                                            |                                                    | 43° 24′ 04″ nord, 3° 12′ 44″ est                | « PA00125488 »                                  | Inscrit                                         | 1993                                            | Image manquante Téléverser |
| Croix du Cros | Le Cros                                                               | Les Sotchs                                         | 43° 52′ 15″ nord, 3° 21′ 50″ est                | « PA00103445 »                                  | Classé                                          | 1964                                            | Image manquante Téléverser |
| Église Sainte-Eulalie de Cruzy | Cruzy                                                                 |                                                    | 43° 21′ 21″ nord, 2° 56′ 26″ est                | « PA00103446 »                                  | Classé                                          | 1913                                            | Église Sainte-Eulalie de Cruzy |
| Château de Dio | Dio-et-Valquières                                                     |                                                    | 43° 40′ 03″ nord, 3° 12′ 40″ est                | « PA00103447 »                                  | Classé                                          | 1930                                            | Château de Dio |
| Église Saint-André de Valquières | Dio-et-Valquières                                                     |                                                    | 43° 40′ 02″ nord, 3° 14′ 04″ est                | « PA34000015 »                                  | Inscrit                                         | 1998                                            | Église Saint-André de Valquières |
| Église Saint-Étienne de Dio | Dio-et-Valquières                                                     |                                                    | 43° 40′ 09″ nord, 3° 12′ 44″ est                | « PA34000016 »                                  | Inscrit                                         | 1998                                            | Église Saint-Étienne de Dio |
| Église Notre-Dame-des-Pins d'Espondeilhan | Espondeilhan                                                          |                                                    | 43° 26′ 11″ nord, 3° 15′ 27″ est                | « PA00103448 »                                  | Classé                                          | 1907                                            | Église Notre-Dame-des-Pins d'Espondeilhan |
| Château du Vieux Mujolan | Fabrègues                                                             |                                                    | 43° 32′ 16″ nord, 3° 45′ 56″ est                | « PA00103770 »                                  | Inscrit                                         | 1991                                            | Château du Vieux Mujolan |
| Église Saint-Jacques de Fabrègues | Fabrègues                                                             |                                                    | 43° 33′ 07″ nord, 3° 46′ 34″ est                | « PA00103449 »                                  | Inscrit                                         | 1947                                            | Église Saint-Jacques de Fabrègues |
| Oppidum de la Roque | Fabrègues                                                             |                                                    | 43° 33′ 19″ nord, 3° 48′ 32″ est                | « PA00103450 »                                  | Classé                                          | 1960                                            | Oppidum de la Roque |
| Ensemble marbrier du moulin de Biot | Félines-Minervois                                                     |                                                    | 43° 20′ 42″ nord, 2° 33′ 35″ est                | « PA34000047 »                                  | Inscrit                                         | 2004                                            | Ensemble marbrier du moulin de Biot |
| Grotte de Camprafaud | Ferrières-Poussarou                                                   |                                                    | 43° 27′ 28″ nord, 2° 54′ 12″ est                | « PA00125489 »                                  | Inscrit                                         | 1993                                            | Image manquante Téléverser |
| Cimetière de l'église de Fontès | Fontès                                                                | Chemin des Calades                                 | 43° 32′ 34″ nord, 3° 22′ 42″ est                | « PA00103451 »                                  | Inscrit                                         | 1950                                            | Image manquante Téléverser |
| Église Saint-Hippolyte de Fontès | Fontès                                                                |                                                    | 43° 32′ 33″ nord, 3° 22′ 39″ est                | « PA00103452 »                                  | Inscrit                                         | 1925                                            | Église Saint-Hippolyte de Fontès |
| Aqueduc de Béziers | Fouzilhon                                                             |                                                    | 43° 29′ 49″ nord, 3° 14′ 43″ est                | « PA00125490 »                                  | Inscrit                                         | 1993                                            | Image manquante Téléverser |
| Château de Fozières | Fozières                                                              |                                                    | 43° 45′ 09″ nord, 3° 21′ 28″ est                | « PA00103453 »                                  | Inscrit                                         | 1951                                            | Château de Fozières |
| Chapelle des Pénitents de Frontignan | Frontignan                                                            | Rue du Député-Lucien-Salette                       | 43° 26′ 50″ nord, 3° 45′ 18″ est                | « PA00103454 »                                  | Inscrit                                         | 1939                                            | Chapelle des Pénitents de Frontignan |
| Église Saint-Paul de Frontignan | Frontignan                                                            |                                                    | 43° 26′ 51″ nord, 3° 45′ 19″ est                | « PA00103455 »                                  | Classé                                          | 1919                                            | Église Saint-Paul de Frontignan |
| Immeuble | Frontignan                                                            | 35 rue Boucarié                                    | 43° 26′ 43″ nord, 3° 45′ 19″ est                | « PA00103457 »                                  | Inscrit                                         | 1939                                            | Immeuble |
| Immeuble Féruny | Frontignan                                                            | 4 rue Escarieux                                    | 43° 26′ 46″ nord, 3° 45′ 20″ est                | « PA00103456 »                                  | Inscrit                                         | 1939                                            | Immeuble Féruny |
| Aqueduc de Béziers | Gabian                                                                |                                                    | 43° 30′ 56″ nord, 3° 15′ 44″ est                | « PA00125491 »                                  | Inscrit                                         | 1993                                            | Image manquante Téléverser |
| Ancienne fontaine d’huile de pétrole, dite Font de l'Oli | Gabian                                                                |                                                    | 43° 30′ 26″ nord, 3° 16′ 35″ est                | « PA34000114 »                                  | Inscrit                                         | 2016                                            | Image manquante Téléverser |
| Résidence des évêques de Béziers | Gabian                                                                | Place de l'Evêché                                  | 43° 30′ 51″ nord, 3° 16′ 26″ est                | « PA00103766 »                                  | Inscrit Classé                                  | 1990 1992 2009                                  | Image manquante Téléverser |
| Abbaye Saint-Félix-de-Montceau | Gigean                                                                |                                                    | 43° 29′ 14″ nord, 3° 43′ 34″ est                | « PA00103458 »                                  | Inscrit                                         | 1925                                            | Abbaye Saint-Félix-de-Montceau |
| Maison dite Studium d'Urbain V ou Abescat | Gigean                                                                |                                                    | 43° 30′ 04″ nord, 3° 42′ 41″ est                | « PA34000115 »                                  | Inscrit                                         | 2016                                            | Maison dite Studium d'Urbain V ou Abescat |
| Chemin de croix de Notre-Dame-de-Grâce | Gignac                                                                |                                                    | 43° 38′ 53″ nord, 3° 33′ 18″ est                | « PA00103459 »                                  | Inscrit                                         | 1985                                            | Chemin de croix de Notre-Dame-de-Grâce |
| Église Notre-Dame-de-Grâce de Gignac | Gignac                                                                |                                                    | 43° 38′ 53″ nord, 3° 33′ 18″ est                | « PA00103460 »                                  | Classé                                          | 1989                                            | Église Notre-Dame-de-Grâce de Gignac |
| Église Saint-Pierre de Gignac | Gignac                                                                |                                                    | 43° 39′ 08″ nord, 3° 33′ 08″ est                | « PA00103461 »                                  | Inscrit                                         | 1963                                            | Église Saint-Pierre de Gignac |
| Hospice de Gignac | Gignac                                                                |                                                    | 43° 39′ 09″ nord, 3° 33′ 04″ est                | « PA00103462 »                                  | Inscrit                                         | 1963                                            | Image manquante Téléverser |
| Hôtel de Laures | Gignac                                                                | Grand'Rue 44 Place du Général-Claparède            | 43° 39′ 08″ nord, 3° 33′ 00″ est                | « PA00132611 »                                  | Inscrit                                         | 1994                                            | Image manquante Téléverser |
| Mas de Rieussec | Gignac                                                                |                                                    | 43° 39′ 28″ nord, 3° 33′ 50″ est                | « PA34000071 »                                  | Inscrit                                         | 2008                                            | Image manquante Téléverser |
| Pont de Gignac | Gignac                                                                |                                                    | 43° 39′ 13″ nord, 3° 32′ 09″ est                | « PA00103463 »                                  | Inscrit                                         | 1950                                            | Pont de Gignac |
| Site du Castellas | Gignac                                                                | Boulevard de la Tour                               | 43° 39′ 03″ nord, 3° 33′ 03″ est                | « PA34000020 »                                  | Inscrit                                         | 1999                                            | Site du Castellas |
| Point Zéro | La Grande-Motte                                                       | Point Zero rond-point                              | 43° 33′ 24″ nord, 4° 05′ 43″ est                | « PA34000106 »                                  | Inscrit                                         | 2015                                            | Point Zéro |
| Tour du Grand-Travers | La Grande-Motte                                                       |                                                    | 43° 33′ 38″ nord, 4° 02′ 17″ est                | « PA34000006 »                                  | Inscrit                                         | 1996                                            | Image manquante Téléverser |
| Église Saint-Michel de Guzargues | Guzargues                                                             |                                                    | 43° 43′ 19″ nord, 3° 55′ 27″ est                | « PA00103464 »                                  | Inscrit                                         | 1971                                            | Église Saint-Michel de Guzargues |
| Château de Bocaud | Jacou                                                                 |                                                    | 43° 39′ 41″ nord, 3° 54′ 44″ est                | « PA34000024 »                                  | Inscrit Classé                                  | 2000 2001                                       | Image manquante Téléverser |
| Abbaye de Joncels | Joncels                                                               |                                                    | 43° 44′ 14″ nord, 3° 11′ 38″ est                | « PA00103465 »                                  | Inscrit                                         | 1988                                            | Abbaye de Joncels |
| Château de Jonquières | Jonquières                                                            |                                                    | 43° 40′ 34″ nord, 3° 28′ 35″ est                | « PA00103466 »                                  | Inscrit                                         | 1964                                            | Image manquante Téléverser |
| Château de Caunelles | Juvignac                                                              |                                                    | 43° 36′ 50″ nord, 3° 48′ 38″ est                | « PA34000055 »                                  | Inscrit                                         | 2006                                            | Image manquante Téléverser |
| Église Saint-Pierre-de-Rhèdes de Lamalou-les-Bains | Lamalou-les-Bains                                                     | Dans le cimetière de Lamalou-le-Poujol             | 43° 35′ 16″ nord, 3° 04′ 44″ est                | « PA00103467 »                                  | Classé                                          | 1880                                            | Église Saint-Pierre-de-Rhèdes de Lamalou-les-Bains |
| Arènes de Lansargues | Lansargues                                                            |                                                    | 43° 39′ 04″ nord, 4° 04′ 38″ est                | « PA00103778 »                                  | Inscrit                                         | 1992                                            | Arènes de Lansargues |
| Église Saint-Martin de Lansargues | Lansargues                                                            |                                                    | 43° 39′ 11″ nord, 4° 04′ 23″ est                | « PA00103468 »                                  | Classé                                          | 1979                                            | Église Saint-Martin de Lansargues |
| Château de Laroque | Laroque                                                               |                                                    | 43° 55′ 21″ nord, 3° 43′ 26″ est                | « PA00103469 »                                  | Inscrit                                         | 1979                                            | Château de Laroque |
| Chapelle Saint-Jean de Laroque | Laroque                                                               |                                                    | 43° 55′ 21″ nord, 3° 43′ 26″ est                | « PA00103469 »                                  | Inscrit                                         | 1979                                            | Chapelle Saint-Jean de Laroque |
| Fabrique de chaux de Laroque | Laroque                                                               | Chemin du Four à Chaux                             | 43° 55′ 38″ nord, 3° 43′ 35″ est                | « PA00103470 »                                  | Inscrit                                         | 1981                                            | Fabrique de chaux de Laroque |
| Grotte de la Vache | Laroque                                                               |                                                    | 43° 55′ 02″ nord, 3° 43′ 59″ est                | « PA00103763 »                                  | Inscrit                                         | 1990                                            | Grotte de la Vache |
| Église Saint-Laurent de Lattes | Lattes                                                                |                                                    | 43° 34′ 04″ nord, 3° 54′ 09″ est                | « PA00103471 »                                  | Classé                                          | 1913                                            | Église Saint-Laurent de Lattes |
| Site archéologique de Lattara | Lattes                                                                |                                                    | 43° 33′ 58″ nord, 3° 54′ 31″ est                | « PA34000037 »                                  | Inscrit                                         | 2003                                            | Site archéologique de Lattara |
| Château de Grézan | Laurens                                                               |                                                    | 43° 30′ 16″ nord, 3° 11′ 40″ est                | « PA00125492 »                                  | Inscrit                                         | 1993                                            | Château de Grézan |
| Château de Lavalette | Lavalette                                                             |                                                    | 43° 41′ 30″ nord, 3° 16′ 20″ est                | « PA00103472 »                                  | Inscrit                                         | 1963                                            | Image manquante Téléverser |
| Château de l'Engarran | Lavérune                                                              |                                                    | 43° 35′ 52″ nord, 3° 48′ 25″ est                | « PA00103474 »                                  | Classé                                          | 1926                                            | Château de l'Engarran |
| Château des évêques de Montpellier | Lavérune                                                              |                                                    | 43° 35′ 11″ nord, 3° 48′ 22″ est                | « PA00103473 »                                  | Inscrit Classé                                  | 1998 2000                                       | Château des évêques de Montpellier |
| Église Saint-Pierre de Lespignan | Lespignan                                                             | Dans le cimetière                                  | 43° 16′ 15″ nord, 3° 10′ 30″ est                | « PA00103475 »                                  | Inscrit                                         | 1988                                            | Église Saint-Pierre de Lespignan |
| Villa gallo-romaine de Lespignan | Lespignan                                                             | Vivios                                             | 43° 15′ 24″ nord, 3° 10′ 19″ est                | « PA00103476 »                                  | Classé                                          | 1971                                            | Villa gallo-romaine de Lespignan |
| Château de Lézignan-la-Cèbe | Lézignan-la-Cèbe                                                      |                                                    | 43° 29′ 36″ nord, 3° 26′ 20″ est                | « PA00103477 »                                  | Inscrit                                         | 1971                                            | Château de Lézignan-la-Cèbe |
| Château de Ribaute | Lieuran-lès-Béziers                                                   | Route de Béziers à Clermont                        | 43° 25′ 10″ nord, 3° 14′ 16″ est                | « PA34000012 »                                  | Inscrit                                         | 1997                                            | Image manquante Téléverser |
| Église Saint-Étienne de La Livinière | La Livinière                                                          |                                                    | 43° 24′ 59″ nord, 2° 38′ 07″ est                | « PA34000056 »                                  | Inscrit                                         | 2006                                            | Église Saint-Étienne de La Livinière |
| Basilique Notre-Dame du Spasme à La Livinière | La Livinière                                                          |                                                    | 43° 18′ 42″ nord, 2° 38′ 24″ est                | « PA34000057 »                                  | Inscrit                                         | 2006                                            | Basilique Notre-Dame du Spasme à La Livinière |
| Cathédrale Saint-Fulcran de Lodève | Lodève                                                                | Boulevard Gambetta                                 | 43° 43′ 55″ nord, 3° 19′ 02″ est                | « PA00103478 »                                  | Classé                                          | 1840                                            | Cathédrale Saint-Fulcran de Lodève |
| Église Saint-Pierre | Lodève                                                                | 9 rue de Lergue                                    | 43° 43′ 51″ nord, 3° 19′ 21″ est                | « PA34000100 »                                  | Inscrit                                         | 2014                                            | Église Saint-Pierre |
| Ensemble épiscopal de Lodève : Ancien palais épiscopal (actuel hôtel de ville) Maisons canoniales Sacristie, cloître, salle Saint-Louis, bâtiments claustraux, presbytère | Lodève                                                                |                                                    | 43° 43′ 57″ nord, 3° 19′ 02″ est                | « PA00103479 »                                  | Inscrit Classé                                  | 2003 2005                                       | Ensemble épiscopal de Lodève :Ancien palais épiscopal (actuel hôtel de ville)Maisons canonialesSacristie, cloître, salle Saint-Louis, bâtiments claustraux, presbytère |
| Grotte de Treviols | Lodève                                                                | Treviols                                           | 43° 42′ 24″ nord, 3° 19′ 41″ est                | « PA00103480 »                                  | Classé                                          | 1933                                            | Image manquante Téléverser |
| Halle Dardé | Lodève                                                                |                                                    | 43° 43′ 50″ nord, 3° 19′ 16″ est                | « PA00132612 »                                  | Inscrit                                         | 1994                                            | Halle Dardé |
| Hôtel Albouy | Lodève                                                                | 4 rue Cavalerie                                    | 43° 43′ 52″ nord, 3° 19′ 11″ est                | « PA00103481 »                                  | Inscrit                                         | 1988                                            | Hôtel Albouy |
| Hôtel de Benoît de la Prunarede | Lodève                                                                | 28 rue du Cardinal-de-Fleury                       | 43° 39′ 46″ nord, 3° 27′ 27″ est                | « PA00103482 »                                  | Inscrit                                         | 1964                                            | Hôtel de Benoît de la Prunarede |
| Hôtel de Fleury Musée de Lodève | Lodève                                                                | 13 rue du Cardinal-de-Fleury                       | 43° 43′ 54″ nord, 3° 19′ 12″ est                | « PA00103483 »                                  | Inscrit Classé                                  | 1980                                            | Hôtel de FleuryMusée de Lodève |
| Hôtel de Salze | Lodève                                                                | Place du Marché                                    | 43° 43′ 50″ nord, 3° 19′ 16″ est                | « PA00103484 »                                  | Inscrit                                         | 1964                                            | Hôtel de Salze |
| Maison | Lodève                                                                | 5 place Alsace-Lorraine                            | 43° 43′ 57″ nord, 3° 19′ 08″ est                | « PA00103485 »                                  | Inscrit                                         | 1964                                            | Maison |
| Maison | Lodève                                                                | 22 rue du Cardinal-de-Fleury                       | 43° 39′ 45″ nord, 3° 27′ 30″ est                | « PA00103486 »                                  | Inscrit                                         | 1963                                            | Maison |
| Maison | Lodève                                                                | Grande-Rue 6                                       | 43° 43′ 52″ nord, 3° 19′ 15″ est                | « PA00103487 »                                  | Inscrit                                         | 1963                                            | Maison |
| Maison | Lodève                                                                | Place de l'Hôtel-de-Ville                          | 43° 43′ 56″ nord, 3° 19′ 04″ est                | « PA00103488 »                                  | Classé                                          | 1930                                            | Maison |
| Mausolée romain de Lodève | Lodève                                                                | Saint-Martin                                       | 43° 43′ 58″ nord, 3° 17′ 41″ est                | « PA00103489 »                                  | Classé                                          | 1983                                            | Image manquante Téléverser |
| Monument aux morts de Lodève | Lodève                                                                | Allées de la Résistance                            | 43° 43′ 58″ nord, 3° 19′ 02″ est                | « PA34000033 »                                  | Classé                                          | 2005                                            | Image manquante Téléverser |
| Pont de Montifort | Lodève                                                                |                                                    | 43° 43′ 48″ nord, 3° 19′ 03″ est                | « PA00103490 »                                  | Inscrit                                         | 1964                                            | Pont de Montifort |
| Église Sainte-Cécile de Loupian | Loupian                                                               |                                                    | 43° 26′ 52″ nord, 3° 36′ 58″ est                | « PA00103491 »                                  | Classé                                          | 1949                                            | Église Sainte-Cécile de Loupian |
| Église Saint-Hippolyte de Loupian | Loupian                                                               |                                                    | 43° 26′ 57″ nord, 3° 36′ 52″ est                | « PA00103492 »                                  | Classé                                          | 1923                                            | Église Saint-Hippolyte de Loupian |
| Maison | Loupian                                                               | 5 rue de la Brèche Rue des Remparts                | 43° 26′ 57″ nord, 3° 36′ 49″ est                | « PA00103493 »                                  | Inscrit                                         | 1976                                            | Image manquante Téléverser |
| Villa gallo-romaine de Loupian | Loupian                                                               | Les Prés-Bas                                       | 43° 26′ 28″ nord, 3° 36′ 53″ est                | « PA00103494 »                                  | Classé                                          | 1970                                            | Villa gallo-romaine de Loupian |
| Chapelle Notre-Dame-de-Nize | Lunas                                                                 |                                                    | 43° 42′ 37″ nord, 3° 13′ 29″ est                | « PA34000028 »                                  | Inscrit                                         | 2001                                            | Chapelle Notre-Dame-de-Nize |
| Chapelle Saint-Georges de Lunas | Lunas                                                                 |                                                    | 43° 42′ 21″ nord, 3° 11′ 54″ est                | « PA00103495 »                                  | Classé                                          | 1997                                            | Chapelle Saint-Georges de Lunas |
| Église Saint-Pancrace de Lunas | Lunas                                                                 |                                                    | 43° 42′ 24″ nord, 3° 11′ 37″ est                | « PA34000027 »                                  | Inscrit                                         | 2001                                            | Église Saint-Pancrace de Lunas |
| Château des Gaucelm | Lunel                                                                 | 2, 4, 16 cours Gabriel-Péri 17 rue Alphonse-Ménard | 43° 40′ 29″ nord, 4° 08′ 03″ est                | « PA34000017 »                                  | Inscrit                                         | 1998                                            | Château des Gaucelm |
| Maison de Philippe le Bel | Lunel                                                                 | 50 rue Alphonse-Ménard                             | 43° 40′ 27″ nord, 4° 08′ 04″ est                | « PA34000044 »                                  | Inscrit                                         | 2003                                            | Maison de Philippe le Bel |
| Château de Lunel-Viel | Lunel-Viel                                                            |                                                    | 43° 40′ 46″ nord, 4° 05′ 35″ est                | « PA00103769 »                                  | Inscrit                                         | 1990                                            | Château de Lunel-Viel |